# 水坝塘镇
水坝塘镇，是中华人民共和国贵州省遵义市桐梓县下辖的一个乡镇级行政单位。

## 行政区划
水坝塘镇下辖以下地区：
中山村、深龙村、金竹村、三会村、二坪村、集中村、马井村和坪头村。